# La mano negra
La mano negra és una pel·lícula de comèdia d'intriga espanyola del 1980 dirigida per Fernando Colomo, dins del gènere conegut com a comèdia madrilenya, i en la que desenvolupa l'anècdota en la que va dirigir el curtmetratge Pomporrutas imperiales. És coautor del guió juntament amb Fernando Trueba i Manolo Matji.

## Sinopsi
Manolo Falceto és un home sense treball que viu amb els seus pares i manté una relació sense gaire compromís amb Rosa encara que va al darrere d'Isabel. Un dia es retroba amb el seu vell amic Mariano Garrido, que ha escrit una novel·la policíaca de gran èxit als Estats Units amb el pseudònim de Mc Guffin, del que es diu a la contraportada del llibres que és un agent de la CIA. Reneix així la vella relació entre ells que va sorgir en el col·legi, on juntament amb el banquer Boyero, van fundar el grup "La mano negra". No obstant això, Mariano involucrarà a Manolo en un afer perillós.

## Repartiment
- Íñigo Gurrea - Manolo Falceto
- Manuel Huete - Pare de Manolo
- Mary Carrillo - Mare de Manolo
- Joaquín Hinojosa - Mariano
- Virginia Mataix - Isabel
- Antonio Resines - Carlos
- Carmen Maura - Rosa
- Marta Fernández Muro - Cris
- Manuel Alexandre - Cap de personal
- Fabio Testi - Fabio Testi
- Fernando Vivanco - Boyero

## Crítiques
Segons els crítics de Fotogramas, la trama, tot i que enginyosa és enrevessada i confusa i li manca unitat. Fernando Morales va escriure a El País que malgrat aquestes mancances presagiava la bona predisposició d'un director ambiciós i la considera interessant. Fou exhibida com a part de la selecció oficial del Festival Internacional de Cinema de Sant Sebastià 1980. També va guanyar el premi a la millor pel·lícula al MystFest de 1980.